# Winthemia ruficornis
Winthemia ruficornis är en tvåvingeart som först beskrevs av Blanchard 1942.  Winthemia ruficornis ingår i släktet Winthemia och familjen parasitflugor. Inga underarter finns listade i Catalogue of Life.